# Latvijas PSR čempionāts futbolā 1954
L'edizione 1954 del massimo campionato di calcio lettone fu la 10ª come competizione della Repubblica Socialista Sovietica Lettone; il titolo fu vinto dal Sarkanais Metalurgs, giunto al suo sesto titolo.

## Formato
Il campionato era formato da dieci squadre che si incontrarono in gironi di andata e ritorno per un totale di 18 turni; erano assegnati due punti alla vittoria, un punto al pareggio e zero per la sconfitta.

## Classifica finale
|                        | Pos. | Squadra             | Pt | G  | V  | N | P  | GF | GS | DR  |
| ---------------------- | ---- | ------------------- | -- | -- | -- | - | -- | -- | -- | --- |
| RSS Lettone (bandiera) | 1.   | Sarkanais Metalurgs | 36 | 18 | 18 | 0 | 0  | 76 | 6  | +70 |
|                        | 2.   | VEF Riga            | 26 | 18 | 12 | 2 | 4  | 58 | 22 | +36 |
|                        | 3.   | Darba Rezerves      | 22 | 18 | 11 | 0 | 7  | 47 | 40 | +7  |
|                        | 4.   | Dinamo Riga         | 19 | 18 | 7  | 5 | 6  | 29 | 26 | +3  |
|                        | 5.   | Vulkans Kuldiga     | 19 | 18 | 9  | 1 | 8  | 29 | 29 | +0  |
|                        | 6.   | Ventspils           | 18 | 18 | 8  | 2 | 8  | 38 | 39 | -1  |
|                        | 7.   | RĖZ Riga            | 18 | 18 | 7  | 4 | 7  | 27 | 29 | -2  |
|                        | 8.   | Daugava Talsi       | 14 | 18 | 5  | 4 | 9  | 25 | 54 | -29 |
|                        | 9.   | Spartak Riga        | 5  | 18 | 1  | 3 | 14 | 13 | 53 | -40 |
|                        | 10.  | Daugava Tukums      | 3  | 18 | 1  | 1 | 16 | 13 | 57 | -44 |